# Etiosaphanus
Etiosaphanus is een kevergeslacht uit de familie van de boktorren (Cerambycidae). De wetenschappelijke naam van het geslacht werd voor het eerst geldig gepubliceerd in 1999 door Adlbauer.

## Soorten
Etiosaphanus is monotypisch en omvat slechts de volgende soort:
- Etiosaphanus werneri Adlbauer, 1999